# خط ایست جلو

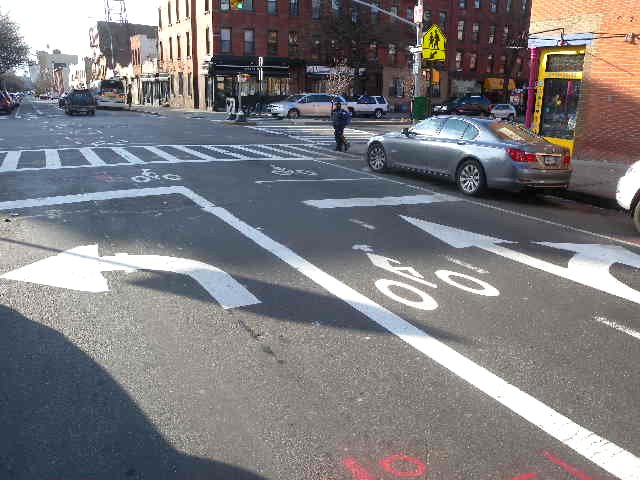
Brooklyn, with feeder lane between straight-ahead and turning motor lanes

خط ایست جلو (ASL)، جای ویژه جلو یا جای ویژه دوچرخه ، از نشانه‌های خیابان در خط کشی جاده است که اجازه می‌دهد انواع خاصی از وسایل نقلیه، هنگامی که سیگنال ترافیک از قرمز به سبز تغییر می‌کند، زود تر حرکت کنند. خطوط ایست جلو در بلژیک، دانمارک، انگلستان و سایر کشورهای اروپایی به‌طور گسترده‌ای اجرا می‌شوند.